# Plaques de matrícula del Yukon
Les plaques de matrícula dels vehicle del Yukon es componen des del 1991 d'un sistema de combinació alfanumèrica formada per cinc caràcters de color negre, tres lletres i dues xifres (ex. ABC12) en relleu sobre un fons blanc reflectant, centrat a la part superior hi ha el lema "The Klondike" i a la inferior el nom del territori, "Yukon", sobre una franja horitzontal blau cel. A l'esquerra hi trobem en relleu i a tot color la silueta d'un buscardor d'or. Des del 1990 només hi ha l'obligarietat de portar plaques posteriors.

## Història
El territori canadenc del Yukon va obligar per primera vegada als seus residents a registrar els vehicles de motor i a mostrar les plaques de matrícula l'any 1914. L'evolució de les plaques de matrícula és la segúent.

### Models de 1924 fins 1979
| Imatge | Data d'expedició | Disseny | Lema                               | Combinació utilitzada | Notes |
| ------ | ---------------- | --- | ---------------------------------- | --------------------- | --- |
|        | 1924             | Caràcters en negre sobre fons carabassa. "Y.T. 1924" a la dreta.                                                                                                 | Sense lema                         | 123                   | |
|        | 1925             | Caràcters en blanc sobre fons blau marí. "Y.T. 1925" a la dreta.                                                                                                 | Sense lema                         | 123                   | |
|        | 1926             | Caràcters en negre sobre fons vermell. "Y.T. 1926" a la dreta.                                                                                                   | Sense lema                         | 123                   | |
|        | 1927             | Caràcters en negre sobre fons groc. "Y.T. 1927" a la dreta. | Sense lema                         | 123                   | |
|        | 1928             | Caràcters en blanc sobre fons ved. "Y.T. 1928" a la dreta. | Sense lema                         | 123                   | |
|        | 1929             | Caràcters en blanc sobre fons blau marí. "Y.T. 1929" a la dreta.                                                                                                 | Sense lema                         | 123                   | |
|        | 1930             | Caràcters en negre sobre fons groc. "Y.T. 1930" a la dreta. | Sense lema                         | 123                   | |
|        | 1931             | Caràcters en carabassa sobre fons negre. "YUKON TY. 1931" centrat a baix.                                                                                        | Sense lema                         | 123                   | |
|        | 1932             | Caràcters en negre sobre fons carabassa. "YUKON TY. 1932" centrat a baix.                                                                                        | Sense lema                         | 123                   | |
|        | 1933             | Caràcters en blanc sobre fons verd. "YUKON TY. 1933" centrat a baix.                                                                                             | Sense lema                         | 123                   | |
|        | 1934             | Caràcters en negre sobre fons blau cel. "YUKON TY. 1934" centrat a baix.                                                                                         | Sense lema                         | 123                   | |
|        | 1935             | Caràcters en blau marí sobre fons gris. "YUKON TY. 1935" centrat a baix.                                                                                         | Sense lema                         | 123                   | |
|        | 1936             | Caràcters en negre sobre fons vermell. "YUKON TY. 1936" centrat a baix.                                                                                          | Sense lema                         | 123                   | |
|        | 1937             | Caràcters en blanc sobre fons granat. "YUKON TY. 1937" centrat a baix.                                                                                           | Sense lema                         | 123                   | |
|        | 1938             | Caràcters en carabassa sobre fons negre. "YUKON TY. 1938" centrat a baix.                                                                                        | Sense lema                         | 123                   | |
|        | 1939             | Caràcters en negre sobre fons groc. "YUKON TY. 1939" centrat a baix.                                                                                             | Sense lema                         | 123                   | |
|        | 1940             | Caràcters en blanc sobre fons verd. "YUKON TY. 1940" centrat a baix.                                                                                             | Sense lema                         | 123                   | |
|        | 1941             | Caràcters en blanc sobre fons negre. "YUKON TY. 1941" centrat a baix.                                                                                            | Sense lema                         | 123                   | |
|        | 1942             | Caràcters en negre sobre fons gris. "YUKON TY. 1942" centrat a baix.                                                                                             | Sense lema                         | 123                   | |
|        | 1943             | Caràcters en negre sobre fons carabassa. "YUKON TY. 1943" centrat a baix.                                                                                        | Sense lema                         | 123                   | |
|        | 1944             | Caràcters en negre sobre fons groc. "YUKON TY. 1944" centrat a baix.                                                                                             | Sense lema                         | 123                   | |
|        | 1945             | Caràcters en blanc sobre fons granat. "YUKON TY. 1945" centrat a baix.                                                                                           | Sense lema                         | 123                   | |
|        | 1946             | Caràcters en negre sobre fons blau cel. "YUKON TY. 1946" centrat a baix.                                                                                         | Sense lema                         | 1234                  | |
|        | 1947             | Caràcters en blanc sobre fons verd. "YUKON TY. 1947" centrat a baix.                                                                                             | Sense lema                         | 1234                  | |
|        | 1948             | Caràcters en carabassa sobre fons negre. "YUKON TY. 1948" centrat a baix.                                                                                        | Sense lema                         | 1234                  | |
|        | 1949             | Caràcters en vermell sobre fons platejat. "YUKON TY. 1949" centrat a baix.                                                                                       | Sense lema                         | 1234                  | |
|        | 1950             | Caràcters en negre sobre fons gris. "YUKON TY. 1950" centrat a baix.                                                                                             | Sense lema                         | 1234                  | |
|        | 1951             | Caràcters en verd sobre fons gris. Green on gray with border line; "YUKON TY.-EX. 31-3-52" centrat a baix.                                                       | Sense lema                         | 1234                  | Mostra la data en què finalitza la validesa del registre, el 31 de març de 1952. |
|        | 1952             | Caràcters en blanc sobre fons blau. Silueta en relleu d'un buscador d'or a l'esquerra, "YUKON TY. CANADA" centrat a baix i "EX. 31-3-53" en vertical a la dreta. | "LAND OF THE MIDNIGHT SUN" a dalt. | 1234                  | Revalidada pel 31.3.1954 amb etiquetes blaves, i pel 31.3.1955 amb etiquetes blanques. |
|        | 1955             | Caràcters en blanc sobre fons blau. Silueta en relleu d'un buscador d'or a l'esquerra, "YUKON 55" centrat a baix.                                                | "LAND OF THE MIDNIGHT SUN" a dalt. | 1234                  | S'introdueix la placa de mides estàndard 6x12 polzades (15x30cm) |
|        | 1956             | Caràcters en blau sobre fons blanc. Silueta en relleu d'un buscador d'or a l'esquerra, "YUKON 56" centrat a baix.                                                | "LAND OF THE MIDNIGHT SUN" a dalt. | 1234                  | |
|        | 1957             | Caràcters en vermell sobre fons blanc. Silueta en relleu d'un buscador d'or a l'esquerra, "YUKON 57" centrat a baix.                                             | "LAND OF THE MIDNIGHT SUN" a dalt. | 1234                  | |
|        | 1958             | Caràcters en blanc sobre fons vermell. Silueta en relleu d'un buscador d'or a l'esquerra, "YUKON 58" centrat a baix.                                             | "LAND OF THE MIDNIGHT SUN" a dalt. | 1234                  | Les plaques es fabriquen a la granja-presó Oakalla a Burnaby, Colúmbia Britànica, on s'utilitzen les matrius d'aquesta província, el que provoca canvis en la tipografia de la sèrie. Aquesta pràctica es va mantenir fins al 1977.                                         |
|        | 1959             | Caràcters en blanc sobre fons negre. Silueta en relleu d'un buscador d'or a l'esquerra, "YUKON 59" centrat a baix.                                               | "LAND OF THE MIDNIGHT SUN" a dalt. | 1·234                 | Introducció d'un punt per separar els milers de la sèrie. |
|        | 1960             | Caràcters en negre sobre fons blanc. Silueta en relleu d'un buscador d'or a l'esquerra, "YUKON 60" centrat a baix.                                               | "LAND OF THE MIDNIGHT SUN" a dalt. | 1·234                 | |
|        | 1961             | Caràcters en granat sobre fons blau cel. Silueta en relleu d'un buscador d'or a l'esquerra, "YUKON 61" centrat a baix.                                           | "LAND OF THE MIDNIGHT SUN" a dalt. | 1·234                 | |
|        | 1962             | Caràcters en blanc sobre fons verd fosc. Silueta en relleu d'un buscador d'or a l'esquerra, "YUKON 62" centrat a baix.                                           | "LAND OF THE MIDNIGHT SUN" a dalt. | 1·234                 | |
|        | 1963             | Caràcters en negre sobre fons groc. Silueta en relleu d'un buscador d'or a l'esquerra, "YUKON 63" centrat a baix.                                                | "LAND OF THE MIDNIGHT SUN" a dalt. | 1·234                 | |
|        | 1964             | Caràcters en vermell sobre fons blanc. Silueta en relleu d'un buscador d'or a l'esquerra, "YUKON 64" centrat a baix.                                             | "LAND OF THE MIDNIGHT SUN" a dalt. | 1234                  | Desapareix el punt que separa els milers de la sèrie. |
|        | 1965             | Caràcters en verd sobre fons blanc. Silueta en relleu d'un buscador d'or a l'esquerra, "YUKON 65" centrat a baix.                                                | "LAND OF THE MIDNIGHT SUN" a dalt. | 1234                  | |
|        | 1966             | Caràcters en vermell sobre fons blanc. Silueta en relleu d'un buscador d'or a l'esquerra, "YUKON 66" centrat a baix.                                             | "LAND OF THE MIDNIGHT SUN" a dalt. | 1234                  | |
|        | 1967             | Caràcters en blau cel sobre fons blanc. Silueta en relleu d'un buscador d'or a l'esquerra, "YUKON 67" centrat a baix.                                            | "LAND OF THE MIDNIGHT SUN" a dalt. | 1234                  | |
|        | 1968             | Caràcters en negre sobre fons blanc. Silueta en relleu d'un buscador d'or a l'esquerra, "YUKON 68" centrat a baix.                                               | "LAND OF THE MIDNIGHT SUN" a dalt. | 1234                  | |
|        | 1969             | Caràcters en negre sobre fons groc. Silueta en relleu d'un buscador d'or a l'esquerra, "YUKON 69" centrat a baix.                                                | "LAND OF THE MIDNIGHT SUN" a dalt. | 1234                  | |
|        | 1970             | Caràcters en verd sobre fons blanc. Silueta en relleu d'un buscador d'or a l'esquerra, "YUKON 70" centrat a baix.                                                | "LAND OF THE MIDNIGHT SUN" a dalt. | 1234                  | |
|        | 1971             | Caràcters en carabassa sobre fons blanc. Silueta en relleu d'un buscador d'or a l'esquerra, "YUKON 71" centrat a baix.                                           | "HOME OF THE KLONDIKE" a dalt.     | 1234                  | |
|        | 1972             | Caràcters en verd sobre fons blanc.Silueta en relleu d'un buscador d'or a l'esquerra, "YUKON 72" centrat a baix.                                                 | "HOME OF THE KLONDIKE" a dalt.     | 1234                  | |
|        | 1973             | Caràcters en negre sobre fons blanc.Silueta en relleu d'un buscador d'or a l'esquerra, "YUKON 73" centrat a baix.                                                | "HOME OF THE KLONDIKE" a dalt.     | 1234                  | |
|        | 1974             | Caràcters en verd fosc sobre fons blanc.Silueta en relleu d'un buscador d'or a l'esquerra, "YUKON 74" centrat a baix.                                            | "HOME OF THE KLONDIKE" a dalt.     | 1234                  | |
|        | 1975             | Caràcters en carabassa sobre fons blanc. Silueta en relleu d'un buscador d'or a l'esquerra, "YUKON 75" centrat a baix.                                           | "HOME OF THE KLONDIKE" a dalt.     | 1234                  | |
|        | 1976             | Caràcters en negre sobre fons blanc. Silueta en relleu d'un buscador d'or a l'esquerra, "YUKON 76" centrat a baix.                                               | "HOME OF THE KLONDIKE" a dalt.     | A123                  | S'introdueix una sèrie alfanumèrica en que s'assignen diferents lletres a certes ciutats: A, B, C, E, J, K, L, N, P i T s'assignen a Whitehorse, D a Dawson City, F a Faro, H a Haines Junction, M a Mayo, i W a Watson Lake. Aquesta pràctica es va mantenir fins al 1981. |
|        | 1977             | Caràcters en vermell sobre fons blanc. Silueta en relleu d'un buscador d'or a l'esquerra, "YUKON 77" centrat a baix.                                             | "HOME OF THE KLONDIKE" a dalt.     | A123                  | |
|        | 1978             | Caràcters en verd sobre fons blanc. Silueta en relleu d'un buscador d'or a l'esquerra, "YUKON" centrat a baix i "78" a dalt a la dreta.                          | "THE KLONDIKE" a dalt.             | AB·12                 | S'introdueix una segona lletra a la sèrie. |
|        | 1979             | Caràcters en vermell sobre fons blanc. Silueta en relleu d'un buscador d'or a l'esquerra, "YUKON" centrat a baix i "79" a dalt a la dreta.                       | "THE KLONDIKE" a dalt.             | AB·12                 | |

### Models de 1980 fins avui dia
| Imatge | Data d'expedició | Disseny | Lema                   | Combinació utilitzada | Notes |
| ------ | ---------------- | --- | ---------------------- | --------------------- | --- |
|        | 1980             | Caràcters en verd fosc sobre fons blanc. Silueta en relleu d'un buscador d'or a l'esquerra, "YUKON" centrat a baix i "80" a dalt a la dreta.                                               | "THE KLONDIKE" a dalt. | AB·12                 | Revalidada pel 1981 amb un adhesiu a la part inferior dreta.                                                       |
|        | 1981             | Caràcters en verd fosc sobre fons blanc. Silueta en relleu d'un buscador d'or a l'esquerra, "YUKON" centrat a baix.                                                                        | "THE KLONDIKE" a dalt. | AB·12                 | Revalidada pel 1981 amb un adhesiu a la part inferior dreta i sense l'any "80".                                    |
|        | 1982-84          | Caràcters en vermell sobre fons blanc. Silueta en relleu d'un buscador d'or a l'esquerra, "YUKON" centrat a baix.                                                                          | "THE KLONDIKE" a dalt. | ABC·1                 | |
|        | 1985-89          | Caràcters en negre sobre fons daurat reflectant. Silueta en relleu d'un buscador d'or a l'esquerra, "YUKON" centrat a baix.                                                                | "THE KLONDIKE" a dalt. | ABC·1                 | |
|        | 1990-91          | Igual que les anteriors però afegeixen un adhesiu amb el més i l'any de validesa. | "THE KLONDIKE" a dalt. | ABC·1                 | Les lletres I, N, Q i U no s'utilitzen en la sèrie, i les lletres C, D, F i G no s'utilitzen com a lletra inicial. |
|        | 1991-avui dia    | Caràcters en negre sobre fons blanc reflectant. A l'esquerra en relleu i a tot color la silueta d'un buscardor d'or i centrat a baix el nom "Yukon" sobre una franja horitzontal blau cel. | "The Klondike" a dalt. | ABC12                 | |

## Altres tipus

### Motocicletes
Les motocicletes utilitzen el mateix disseny de placa que els vehicles de passatgers (excepte la imatge del buscador d'or), però amb una combinació formada per la lletra "M" seguida de cinc xifres (ex. M 12345) i la paraula "motorcycle" enlloc del lema del territori.

### Motos de neu
Les motos de neu utilitzen el mateix disseny de placa que els vehicles de passatgers (excepte la imatge del buscador d'or), però amb una combinació formada per la lletra "S" (d'Ski-vehicle) seguida de quatre xifres (ex. S 1234) i a la part superior la paraula "ski-vehicle" enlloc del nom del territori.

### Trailer
els trailers utilitzen el mateix disseny que les motocicletes però amb la lletra "T" (de Trailer) seguida de cinc xifres (ex. T 12345) i la paraula "trailer" enlloc del lema del territori.

### Vehicles comercials
Els vehicles comercials utilitzen el mateix disseny de placa que els vehicles de passatgers, però amb una combinació formada per la lletra "C" (de Commercial) seguida de dues xifres (ex. CAB12) i des del 2009 de tres xifres (ex. CA123), i a la part superior la paraula "COMMERCIAL" enlloc del lema del territori.

### Vehicles governamentals
Els vehicles comercials utilitzen el mateix disseny de placa que els vehicles de passatgers, però amb una combinació formada per les lletres "FG" (de Federal Governemnt) seguida d'una altra lletra i dues xifres (ex. FGA12).

### Policia Muntada del Canadà
Els vehicles de la Policia Muntada del Canadà utilitzen el mateix disseny de placa que els vehicles de passatgers, però amb una combinació formada per les lletres "MP" (de Mounted Police) seguides d'una lletra i dues xifres (MPA12)

### Concessionari
Els vehicles de concessionari utilitzen el mateix disseny de placa que els vehicles de passatgers (excepte la imatge del buscador d'or), però amb una combinació formada per les lletres "DLR" (de Dealer) seguida de tres xifres (ex. DLRAB12) i a la part superior porten la paraula "DEALER" enlloc del lema del territori.

### Vehicle agrícola
Els vehicles agrícoles utilitzen el mateix disseny de placa que els vehicles de passatgers (excepte la imatge del buscador d'or), però amb una combinació formada per la lletra "F" (de Farm) seguida de quatre xifres (ex. F1234)